# Siegfried Kullen
Siegfried Kullen (* 2. Juli 1939 in Esslingen) ist ein deutscher Geograph.

## Leben und Wirken
Siegfried Kullen wurde zuerst als Volksschullehrer ausgebildet. Nach dem Studium der Fächer Geographie und Pädagogik an der Eberhard Karls Universität Tübingen promovierte er dort 1967. Im Jahre 1969 wurde er Dozent für Geographie an der Pädagogischen Hochschule Lörrach, 1972 Professor für Geographie an der Pädagogischen Hochschule Reutlingen und 1987 an der Pädagogischen Hochschule Weingarten. 
Kullen beschäftigt sich vor allem mit der Landeskunde und Geschichte Württembergs und Oberschwabens.

## Schriften (Auswahl)
- Der Einfluss der Reichsritterschaft auf die Kulturlandschaft im Mittleren Neckarland (= Tübinger Geographische Studien. Bd. 24). Geographisches Institut, Tübingen 1967 (2. Aufl. 1991).
- Wandlungen der Bevölkerungs- und Wirtschaftsstruktur in den Wölzer Alpen (= Tübinger Geographische Studien. Bd. 51). Geographisches Institut, Tübingen 1972.
- Reichsritterschaft und Siedlungsbild. In: Franz Quarthal (Hrsg.): Zwischen Schwarzwald und Schwäbischer Alb. Das Land am oberen Neckar (= Veröffentlichungen des Alemannischen Instituts. Bd. 52). Thorbecke, Sigmaringen 1984, S. 221–270, ISBN 3-7995-4034-2.
- (als Hrsg.): Aspekte landeskundlicher Forschung. Beiträge zur sozialen und regionalen Geographie unter besonderer Berücksichtigung Südwestdeutschlands; Festschrift zum 60. Geburtstag von Hermann Grees (= Tübinger geographische Studien. Bd. 50). Geographisches Institut, Tübingen 1985.
- Baden-Württemberg (= Länderprofile). 3. Aufl. Klett, Stuttgart 1989, ISBN 3-12-928805-8.
- (zus. mit Hildegard Kasper): Europa für Kinder. Europäisches Lernen in der Grundschule. Diesterweg, Frankfurt/M. 1992, ISBN 3-425-01483-8.
- Philipp Jakob Völter (1757–1840). Schulmeister zwischen Pietismus und Aufklärung. In: Zeitschrift für württembergische Landesgeschichte. Jg. 51 (1992), S. 233–254.
- Spurensuche. Jüdische Gemeinden im nördlichen Oberschwaben (= Blaubeurer geographische Hefte. Bd. 5). Denkhaus, Blaubeuren 1994 (2. Aufl. 1995).
- Das Siedlungsbild in den ehemaligen Herrschaften von Ow am oberen Neckar. In: Franz Quarthal (Hrsg.): Adel am oberen Neckar. Beiträge zum 900jährigen Jubiläum der Familie von Ow. Bibliotheca-Academia-Verlag, Tübingen 1995, S. 95–126, ISBN 3-928471-12-0.
- Der Bodensee im Kartenbild der Jahrhunderte. Pädagogische Hochschule, Weingarten 1997.
- Der Schweizer Pater Gabriel Bucelin (1599–1681) als Kartenzeichner. In: Cartographica Helvetica. Jg. 19 (1999), S. 27–36.
- Vom Aufblühen eines Sorgenkindes. Entstehung und Entwicklung der Gemeinde Wilhelmsdorf. In: Andreas Bühler (Hrsg.): 175 Jahre Wilhelmsdorf. Wilhelmsdorf 1999, S. 8–19.
- Die älteste Ansicht des Klosters Blaubeuren (= Blaubeurer geographische Hefte. Bd. 21). Denkhaus, Blaubeuren 2001, ISBN 3-930998-21-1.
- (als Hrsg.): Geographische Anthologie. Festschrift zum 50. Geburtstag des Geographen Gotthold Knecht (= Blaubeurer geographische Hefte. Bd. 23). Denkhaus, Blaubeuren 2003, ISBN 978-3-930998-23-4.